# Солониха
Солониха — річка в Україні у Голопристанському районі Херсонської області. Правий рукав річки Конки (басейн Чорного моря).

## Опис
Довжина річки 8,48 км, найкоротша відстань між витоком і гирлом — 6,49  км, коефіцієнт звивистості річки — 1,31 . Формується декількома безіменними струмками та загатами.

## Розташування
Витікає з правого берегу річки Конки на західній стороні від міста Гола Пристань. Спочатку тече переважно на північний, а потім на південний захід і на північно-західній стороні від села Стара Збур'ївка впадає у річку Конку, лівий рукав Дніпра.

## Цікаві факти
- Річка тече через острів Білогрудний[2][4].
- На правому березі річки розтошоване озеро Верхньосолонецьке, а на лівому — Нижньосолонецьке[2][1].